# Stazione di Caldè
La stazione di Caldè è una fermata ferroviaria posta sul tronco comune alle linee Luino-Milano e Novara-Pino.
Serve il centro abitato di Caldè, frazione del comune di Castelveccana.

## Storia
Il fabbricato viaggiatori, costruito nello stile del razionalismo italiano in voga all'epoca, venne edificato negli anni 1920, in luogo del preesistente casello ferroviario risalente all'anno 1882, nel quale venne attivata la linea Novara-Pino, realizzata per collegare la linea del Gottardo con la pianura padana e il porto di Genova.
Dal 1884 è percorsa anche dalla linea Luino-Milano, attivata in quell'anno.

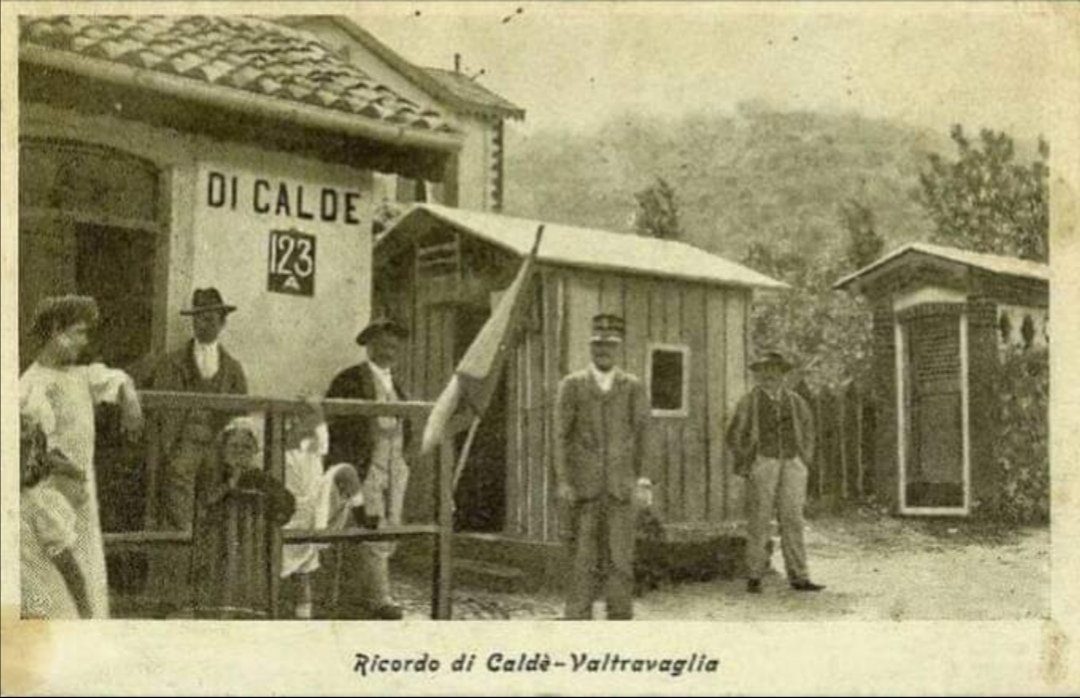
il Casello della fermata di Caldé, presente dal 1882, anno di attivazione della linea e, in seguito demolito per fare posto all'attuale stazione

L'edificazione della nuova stazione ferroviaria fu il risultato tangibile dell'interessamento del gerarca Ernesto Torrusio, vice podestà di Milano, presidente nel biennio 1928-29 dell'Inter, e del commendator Ezio Granelli, rappresentante farmaceutico e già proprietario della Sanpellegrino dal 1924 al 1957, entrambi villeggianti abituali nella località lacustre.

## Strutture e impianti
La fermata è dotata di un fabbricato viaggiatori costruito nello stile del razionalismo italiano a un solo piano, che a oggi è chiuso all'utenza e ha gli ingressi murati per evitare azioni vandaliche.
Il sedime comprende un unico binario passante, servito da una singola banchina ubicata sul lato del fabbricato viaggiatori.

## Movimento
La stazione di Caldè è servita da treni della linea S30 della rete celere del Canton Ticino, eserciti da TiLo a frequenza bioraria, intercalati da treni regionali Luino-Gallarate di Trenord, anch'essi a frequenza bioraria, per una frequenza complessiva di un treno ogni ora per direzione.
Dal 13 dicembre 2013 la tratta Luino-Novara è sospesa al servizio viaggiatori.

## Servizi
È gestita da Rete Ferroviaria Italiana, che ai fini commerciali classifica l'impianto in categoria bronze.